# 10. januar
10. januar er dag 10 i året i den gregorianske kalender. Der er 355 dage tilbage af året (356 i skudår).
- Eremitten Pauls (el. Paulus') dag. Han blev ifølge sagnet 113 år og tilbragte de sidste 90 i ørkenen i Egypten, hvor han levede af frugter fra palmetræer og et halvt brød, som en ravn bragte ham hver dag. Han er vævernes skytshelgen.

### Begivenheder
Født - Dødsfald
- 49 f.Kr. - Julius Cæsar krydser floden Rubicon med sine soldater og udtaler de berømte ord "Jacta est alea" - "Terningen er kastet", da denne krydsning starter den romerske borgerkrig.
- 1661 - Enevælden indføres i Danmark.
- 1770 - Den første danske vejviser udkommer, udarbejdet af agent Hans Holck.
- 1920 - På initiativ af den amerikanske præsident Woodrow Wilson træder Folkeforbundets statutter i kraft.
- 1929 - Tegneseriefiguren Tintin bliver "født", da den belgiske tegner Hergé for første gang får bragt en stribe med Tintin i dagbladet Le XXième Siècle.
- 1944 - Den tyske besættelsesmagt i Danmark udfører den første kontrasabotage, da studenterforeningen i København bliver sprængt i luften.
- 1952 - Kaptajn Kurt Carlsen forlader omsider sit skib, det synkende Flying Enterprise i Nordsøen.
- 1956 - Elvis Presley indspiller sin første sang, Heartbreak Hotel, efter sit skift til RCA. Udsendes på single, der bliver hans første millionsælger.
- 1962 - Det amerikanske bombefly - Boeing B-52 H - sætter verdensrekord i langdistanceflyvning med 20.169 km.
- 1972 - Sheikh Mujibur Rahman vender tilbage til det nyligt uafhængige Bangladesh som landets præsident efter at have været fængslet ni måneder i Pakistan.
- 1974 - Benzinprisen i Danmark stiger til "uhyrlige" 2,05 kr. pr. liter.
- 1975 - 10 sømænd omkommer, da den polske trawler Brda forliser i Hanstholm Havn.
- 1984 - Ved dagens folketingsvalg stemmer 88,4 procent af danskerne, og Det Konservative Folkeparti (med statsminister Poul Schlüter) bliver valgets vinder med 16 nye mandater.
- 1984 - Den alpine svenske skiløber Ingemar Stenmark skriver (endnu engang) skihistorie, da han i Adelboden vinder sin sejr nr. 75 i World Cup'en.
- 1986 - Gert Bo Jacobsen bliver Europamester i professionel letvægtsboksning, da han i Randers besejrer den regerende mester Rene Weller på en teknisk knockout (øjenskade) i 8. omgang.
- 1990 - Panamas diktator Manuel Noriega overgiver sig til de amerikanske militærmyndigheder i Panama City.
- 2000 - Internetudbyderen America Online køber verdens største mediekoncern Time Warner for 166 milliarder dollar (cirka 1.200 milliarder kr.). Det er verdens hidtil største fusion.
- 2001 - LEGO meddeler, at de har indgået samarbejdsaftale med Microsoft.
- 2002 - Tvinds stifter, Mogens Amdi Petersen, bliver løsladt efter i alt 11 måneders fængsel - først under udleveringssagen i USA og dernæst varetægtsfængsel i Danmark under de indledende faser af bedragerisagen.
- 2005 - Danmark sætter varmerekord i januar med 12,4 °C målt i Sønderborg.

### Født
- 1769 - Michel Ney, fransk feltmarskal (død 1815).
- 1790 - Jacob Jacobsen Dampe, dansk videnskabsmand og politiker (død 1867).
- 1802 - Carl Ritter von Ghega, østrigsk ingeniør og bygmester (død 1860).
- 1869 - Rasputin, russisk munk (død 1916).
- 1897 - Edvard Heiberg, dansk arkitekt (død 1958).
- 1903 - Jens August Schade, dansk digter (død 1978).
- 1912 - Ewald Epe, dansk tekstforfatter (død 1985).
- 1913 - Gustáv Husák, slovakisk politiker og kommunistisk leder (død 1991).
- 1913 - Mehmet Shehu, albansk politiker og premierminister (død 1981).
- 1916 - Sune Bergström, svensk biokemiker (død 2004).
- 1924 - Max Roach, amerikansk jazz-trommeslager og komponist (død 2007).
- 1928 - Philip Levine, amerikansk digter.
- 1934 - Leonid Kravtjuk, ukrainsk politiker og tidligere præsident (død 2022).
- 1935 - Jørgen Buckhøj, dansk skuespiller og teaterdirektør (død 1994).
- 1935 - Ronnie Hawkins, amerikansk musiker.
- 1938 - Donald E. Knuth, amerikansk matematiker og datalog.
- 1939 - Jared Carter, amerikansk digter.
- 1944 - Helle Ryslinge, dansk filminstruktør, forfatter og skuespillerinde
- 1945 - Rod Stewart, engelsk sanger og sangskriver.
- 1947 - Tiit Vähi, estisk politiker.
- 1948 - William Sanderson, amerikansk skuespiller.
- 1949 - Linda Lovelace, amerikansk pornostjerne (død 2002).
- 1949 - George Foreman, amerikansk sværvægtsbokser.
- 1950 - Roy Blunt, amerikansk politiker.
- 1952 - Pat Benatar, amerikansk sangerinde.
- 1957 - Carsten Hansen, dansk folketingsmedlem.
- 1959 - Ole Lemmeke, dansk skuespiller.
- 1966 - Karin Nødgaard, dansk folketingsmedlem.
- 1973 - Jakob Cedergren, dansk skuespiller.
- 1991 - Anja Nguyen, IHF-fodboldspiller.

### Dødsfald
- 1778 - Carl von Linné, svensk botaniker (født 1707).
- 1862 - Samuel Colt, amerikansk våbenfabrikant (født 1814).
- 1910 - Frederik Vermehren, dansk maler og folkelivsskildrer (født 1823).
- 1917 - Buffalo Bill, amerikansk bisonjæger og mesterskytte (født 1846).
- 1951 - Sinclair Lewis, amerikansk forfatter og modtager af Nobelprisen i litteratur (født 1885).
- 1961 - Dashiell Hammett, amerikansk krimiforfatter (født 1894).
- 1970 - Pavel Beljajev, russisk kosmonaut (født 1925)
- 1971 - Coco Chanel, fransk modedesigner (født 1883).
- 1972 - Aksel Larsen, dansk politiker og stifter af Socialistisk Folkeparti (født 1897).
- 1976 - Howlin' Wolf, amerikansk blues-musiker (født 1910).
- 1979 - Bodil Steen, dansk skuespillerinde (født 1923).
- 1981 - Richard Boone, amerikansk skuespiller (født 1917).
- 1983 - Günter Menges, tysk professor (født 1929).
- 1985 - André Bjerke, norsk forfatter (født 1918).
- 1986 - Else Moltke, dansk forfatter og grevinde (født 1888).
- 1986     - Poul Petersen, dansk skuespiller og teaterdirektør (født 1905).
- 1986     - Jaroslav Seifert, tjekkisk forfatter og modtager af Nobelprisen i litteratur (født 1901).
- 2000 - Bent Hansen, dansk politiker, minister og redaktør (født 1931).
- 2000     - Dangoule Rasalaite, litauisk offer for sexhandel (født 1983). − selvmord
- 2002 - Lillian Tillegreen, dansk skuespiller (født 1925).
- 2006 - Richard Sennels, dansk domorganist og komponist (født 1912).
- 2007 - Carlo Ponti, italiensk filmproducer (født 1912).
- 2008 - Maila Nurmi alias Vampira, amerikansk skuespiller og tv-vært (født 1921).
- 2008     - Finn Bentzen, dansk tegner, forfatter, producer og instruktør (født 1934).
- 2010 - Ulf Olsson, svensk morder (født 1951).
- 2010 - Torbjørn Yggeseth, norsk skihopper (født 1934).
- 2013 - Christel Adelaar, nederlandsk skuespiller og sanger (født 1936).
- 2013     - George Gruntz, schweizisk pianist (født 1932).
- 2013     - Hansi Schwarz, svensk musiker (født 1942).
- 2015 - Peder Pedersen, dansk cykelrytter og -leder (født 1945).
- 2016 - David Bowie, engelsk musiker (født 1947).
- 2016     - Bård Breivik, norsk skulptør, cancer (født 1948).
- 2017 - Roman Herzog, tysk politiker (født 1934).
- 2017     - Oliver Smithies, britisk-amerikansk genetiker (født 1925).
- 2018 - Eddie Clarke, engelsk rockguitarist (født 1950).
- 2019 - Kent Nikolajsen, dansk journalist (født 1970).
- 2020 - Qaboos af Oman, sultan af Oman (født 1940).
- 2021 - Walter Taibo, uruguayansk fodboldspiller (født 1931).
- 2022 - Lotte Kærså, dansk musikpædagog og komponist (født 1929).

|  | Denne datoartikel kan blive bedre, hvis der indsættes et (bedre) billede Du kan hjælpe ved at afsøge Wikimedia Commons for et passende billede eller uploade et godt billede til Wikimedia Commons iht. de tilladte licenser og indsætte det i artiklen. |